# Gem
Gemul (din engleză jam) este un produs alimentar obținut prin fierberea fructelor (prune, mere, pere, caise ș.a.) cu zahăr.